# Afrotachardina longisetosa
Afrotachardina longisetosa  (лат.) — вид полужесткокрылых насекомых-кокцид рода Afrotachardina из семейства лаковых червецов Kerriidae.

## Распространение
Африка: Ангола, Уганда.

## Описание
Мелкие лаковые червецы, диаметр от 3 до 5 мм, основная окраска жёлтая. 
Питаются соками растений, таких как Сметанное яблоко (Annona muricata, Анноновые), Ficus (Moraceae), Гуайява (Psidium guajava, Миртовые).
Вид был впервые описан в 1911 году английским энтомологом Робертом Ньюстедом (академик RS, Robert Newstead; 1859-1947) под первоначальным названием Tachardina longisetosa. Afrotachardina brachysetosa включён в состав рода Afrotachardina вместе с видом Afrotachardina brachysetosa.